# 成城警察署
成城警察署（せいじょうけいさつしょ）は、東京都にある警視庁が管轄する大規模警察署の一つである。第三方面本部所属。署長の階級は警視。
世田谷区の西部を管轄しており、管轄区域が多摩川を挟んで神奈川県川崎市と隣接している。世田谷区内の警察署のうち最も広い範囲を担当している。
署員数およそ450名、識別章所属表示はOF。車両の対空標示は「成」。

## 所在地
- 東京都世田谷区千歳台三丁目19番1号

## 管轄区域
世田谷区のうち、北沢地域の一部（桜上水の全域）と、烏山地域・砧地域の各町丁の全部を管轄。
- 桜上水一・二・三・四・五丁目
- 上北沢一・二・三・四・五丁目
- 八幡山一・二・三丁目
- 粕谷一・二・三・四丁目
- 上祖師谷一・二・三・四・五・六・七丁目
- 給田一・二・三・四・五丁目
- 南烏山一・二・三・四・五・六丁目
- 北烏山一・二・三・四・五・六・七・八・九丁目
- 船橋一・二・三・四・五・六・七丁目
- 千歳台一・二・三・四・五・六丁目
- 祖師谷一・二・三・四・五・六丁目
- 成城一・二・三・四・五・六・七・八・九丁目
- 喜多見一・二・三・四・五・六・七・八・九丁目
- 宇奈根一・二・三丁目
- 鎌田一・二・三・四丁目
- 岡本一・二・三丁目
- 砧公園
- 大蔵一・二・三・四・五・六丁目
- 砧一・二・三・四・五・六・七・八丁目

## 沿革
- 1946年（昭和21年）3月15日：世田谷警察署より分離、祖師谷一丁目1293番地（現在の三丁目10番）に成城警察署設置。
- 1949年（昭和24年）3月15日：宇奈根町802番地（現在の祖師谷三丁目8番5号）へ移転。
- 1999年（平成11年）8月18日：千歳台三丁目19番1号へ移転。

## 組織
- 警務課
- 会計課
- 交通課
- 警備課
- 地域課
- 刑事組織犯罪対策課
- 生活安全課

## 交番
- 上北沢駅前交番（世田谷区上北沢三丁目34番19号）
- 成城交番（世田谷区成城二丁目39番8号）
- 祖師谷大蔵交番（世田谷区砧六丁目8番12号）
- 烏山交番（世田谷区南烏山四丁目13番7号）
- 千歳船橋駅前交番（世田谷区船橋一丁目9番47号）
- 千歳台交番（世田谷区千歳台六丁目17番15号）
- 大蔵二丁目交番（世田谷区大蔵二丁目6番6号）
- 給田交番（世田谷区給田四丁目9番1号）
- 桜上水交番（世田谷区桜上水四丁目24番1号）
- 船橋交番（世田谷区船橋六丁目26番10号）
- 喜多見駅前交番（世田谷区喜多見九丁目2番32号）
- 東宝前交番（世田谷区喜多見六丁目10番11号）

## 駐在所
- 岡本駐在所（世田谷区岡本一丁目29番10号）
- 北烏山駐在所（世田谷区北烏山八丁目21番22号）
- 八幡山駐在所（世田谷区上北沢二丁目1番2号）
- 喜多見駐在所（世田谷区喜多見三丁目21番21号）
- 上祖師谷駐在所（世田谷区上祖師谷六丁目2番6号）
- 松葉通駐在所（世田谷区北烏山二丁目9番10号）
- 鎌田駐在所（世田谷区鎌田四丁目2番1号）

## 地域安全センター
- 祖師谷二丁目地域安全センター（世田谷区祖師谷二丁目5番3号）2007年（平成19年）4月1日に祖師谷二丁目交番から転換。
- 芦花公園前地域安全センター（世田谷区粕谷一丁目25番2号）2007年（平成19年）4月1日に芦花公園前交番から転換。
- 烏山下宿地域安全センター（世田谷区南烏山三丁目10番8号）2007年（平成19年）4月1日に烏山下宿交番から転換。

## その他の施設
- 警視庁交通安全教育センター（世田谷区喜多見一丁目1番7号） - 本庁施設。多摩川と東名高速道路の交差部付近に庁舎、河川敷に訓練コースがある。

## 主な管轄事件
- 机「9」文字事件（1988年2月21日） - 鎌田3丁目の砧南中学校で発生。
- 世田谷一家殺害事件（2000年12月30日） - 上祖師谷3丁目で発生。未解決。
- 小田急線刺傷事件（2021年8月6日） - 成城学園前駅 - 祖師ヶ谷大蔵駅間で発生。

## 出来事
- 2020年1月27日、神奈川県警は、列車内で女性の下半身を触ったとして、迷惑行為防止条例違反の容疑で、成城署地域課の巡査長を逮捕した。容疑は、同月26日夜、小田急線の車内で女性の下半身を触ったというもの。同巡査長は「酔って寝ていたので覚えていない」と否認している。[1]
- 2023年3月24日、警視庁は、同僚を拳銃で脅したとして、暴力行為法違反と銃刀法違反の容疑で成城署地域課の巡査を書類送検した。同巡査は同日、懲戒処分を受けたが、依願退職した。容疑は、同年2月6日、署内のエレベーター内で同僚にからかわれたことに腹を立て、拳銃を抜き、脅したというもの。同巡査は「感情をコントロールすることができなかった。撃つつもりはなかった」と供述した。[2]